# 日本文理高等學校
日本文理高等學校是位於日本新潟縣新潟市西區的私立高等學校，在新潟縣內常被簡稱為「文理」，其與名稱相近位於大分縣大分市的日本文理大學並沒有關係。
最初為1984年由學校法人白學園成立的「新潟文理高等學校」，1986年改名為現在使用的「日本文理高等學校」。
自2000年代起其棒球隊成為新潟縣內的棒球勁旅，多次成為新潟縣代表參加全國高等學校棒球錦標賽。